# Sil van der Zwan
Sil van der Zwan (Zoetermeer, 27 september 2008) is een Nederlands filmacteur, televisieacteur, stemacteur, zanger, muzikant en model. Hij speelde in 2023 een van de hoofdrollen in de NPO 1 televisieserie Anoniem.

## Biografie
Van der Zwan startte zijn carrière in de musicalwereld. Hij had zijn debuut op elfjarige leeftijd in de musical Annie in 2019 in de rol van Micky. Hij mocht spelen op de landelijke première in het Chassé-theater. In 2020 was Van der Zwan te zien tijdens de televisie uitzending van de AVROTROS:  De Musical Sing-a -Long als Kruimeltje. Hij zou uiteindelijk door de coronamaatregelen, de rol nooit gaan spelen. Hierna kwam Van der Zwan nogmaals terug in een musical. In 2021 speelde hij in The Sound of Music van Stage Entertainment. Van der Zwan vertolkte hier de rol van Friedrich.
In 2022 maakte Van der Zwan zijn filmdebuut in de bioscoopfilm Het Feest van Tante Rita waar hij de hoofdrol van Theo in speelt. In het voorjaar van 2024 vertolkte hij de hoofdrol van Teun Moorman in de Videoland-serie Sphinx.
Op 3 oktober 2024 kwam zijn eerste eigen single uit: Back in June,

## Discografie
| Single met eventuele hitnotering(en) in de Nederlandse Top 40 | Datum van verschijnen | Datum van binnenkomst | Hoogste positie | Aantal weken | Opmerkingen |
| ------------------------------------------------------------- | --------------------- | --------------------- | --------------- | ------------ | ----------- |
| Back in June                                                  | 3-10-2024             | -                     | -               | -            |             |